# Pandemia de COVID-19 na Palestina
Este artigo documenta os impactos da pandemia de coronavírus de 2020 na Palestina e pode não incluir todas as principais respostas e medidas contemporâneas.

## Linha do tempo
Em 5 de março, 7 casos de COVID-19 na Palestina foram confirmados perto de Palestina, na Cisjordânia. O Ministério da Saúde da Palestina afirmou que os casos foram detectados pela primeira vez em um hotel na área de Belém, onde um grupo de turistas gregos havia visitado o hotel no final de fevereiro; mais tarde, dois foram diagnosticados com o vírus. Espera-se que a Basílica da Natividade seja fechada após os casos. Como resultado, o governo palestino anunciou a proibição de completa da entrada de turistas estrangeiros. Declarou, ainda, estado de emergência na Cisjordânia em 5 de março. Escolas, universidades, mesquitas e demais igrejas foram fechadas por um mês.
Em 7 de março, 22 novos casos foram confirmados. A cidade de Belém foi bloqueada quando 16 casos de infecção foram detectados na Cisjordânia, incluindo 9 em Belém. O bloqueio é imposto por militares israelenses, já que Israel controlava todas as entradas da região. Segundo o Ministério da Ministério de Defesa de Israel, o bloqueio de Belém é imposto em acordo com as autoridades palestinas.
Em 9 de março, as autoridades palestinas anunciaram mais 5 casos na Cisjordânia; quatro foram registrado em Belém e um em Tulcarém. Em 13 de março, o Ministério da Saúde da Palestina confirmou 35 casos de coronavírus, concentrados, principalmente, na região de Belém. Em 14 de março, 3 novos casos foram anunciados, elevando o número total para 38.
Em 16 de março, um segundo caso foi confirmado em Tulcarém, elevando o número total para 39. O primeiro-ministro Mohammad Shtayyeh afirmou que o Kuwait havia contribuído com US$ 5,5 milhões para ajudar a Palestina.
Em 18 de março, o número de casos aumentou para 44. 40 casos pertencem a Belém, dois a Tulcarém, um a Ramala e outro a Nablus. O ministro da Defesa de Israel, Naftali Bennett, afirmou que "a partir de quarta-feira, os palestinos da Cisjordânia, que trabalham ou comercializam em setores essenciais, como saúde, agricultura e construção, podem residir em Israel"; mais de 100 000 trabalhadores palestinos da Cisjordânia, que trabalham em Israel, geralmente retornam para a casa diariamente. Yotam Shefer, da Coordenação de Atividades Governamentais e dos Territórios, anunciou o fechamento das áreas administrativas por palestinos na Cisjordânia na quarta-feira, a fim de limitar a disseminação do coronavírus, dizendo aos jornalistas que a decisão havia sido tomada em conjunto a Autoridade Palestina.
Israel e a Autoridade Palestina criaram uma sala de operações conjunta para combater a pandemia, segundo o porta-voz do governo Ibrahim Milhem. Um funcionário do Ministério da Defesa de Israel confirmou, posteriormente, a criação de uma sala de operações, mas não forneceu maiores detalhes. O coordenador humanitário das Organização das Nações Unidas (ONU) Jamie McGoldrick anunciou, durante uma videoconferência, o apoio financeiro de US$ 1 milhão a fim de fornecer apoio técnico e sanitário à Palestina.
Em 19 de março, Milhem confirmou 3 novos casos, elevando o total para 47. No comunicado diário, informou que os dois casos eram de estudantes que vinham da França; estes entraram em quarentena após a chegada. O terceiro caso é um indivíduo de Nablus com suspeita de ter a doença, mas que permaneceu em quarentena.
O Ministro da Saúde local, Dr. Mai Al-Kaila, anunciou que 17 dos 19 casos que estavam em quarentena em Belém haviam se recuperado. O ministro disse, ainda, em uma coletiva de imprensa, que os pacientes recuperados poderiam voltar para casa, com ênfase para aderir à quarentena em domicílio, além da medição de temperatura constante. Confirmou, no mesmo dia, mais um caso da doença, tratando-se de um palestino da província de Salfit que havia ido ao Paquistão.
Em 21 de março, mais 4 casos foram confirmados, elevando o total para 52. Três dos novos casos eram estudantes de Ramala que voltaram do Reino Unido; o quarto era um médico de Hebron que contraiu a doença enquanto trabalhava em um hospital israelense. No mesmo dia, fontes oalestinas confirmaram os dois primeiros casos na cidade de Gaza; dois dos palestinos que viajaram do Paquistão e entrara em Gaza pelo Egito deram positivo para o vírus e foram postos em quarentena. O Ministério da Saúde disse que 53 casos foram confirmados na Cisjordânia.
Em 22 de março, o porta-voz do governo palestino informou 59 como o total de casos confirmados, incluindo os dois em Gaza. Após uma reunião de emergência, Shtayyeh anunciou a proibição de mais duas semanas da movimentação dentro e entre as cidades palestinas, com exceção das instalações de saúde, farmácias, padarias e mercearias. O Qatar anunciou, em 23 de março, o envio de US$ 150 milhões para fomentar Gaza e os demais programas humanitários da ONU, a fim de conter o surto de coronavírus na região.